# Simois Mons
Il Simois Mons è una struttura geologica della superficie di Marte.